# MOTHER2 ギーグの逆襲

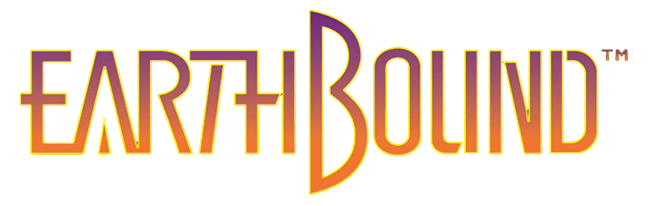
海外版『EarthBound』のロゴ

『MOTHER2 ギーグの逆襲』（マザーツー ギーグのぎゃくしゅう、英題: MOTHER2 Gyiyg Strikes Back!（国内）、EarthBound（国外））は、1994年8月27日に任天堂より発売されたスーパーファミコン用のコンピュータRPG。

## 概要
前作『MOTHER』の発売から約5年後の1994年に発売されたMOTHERシリーズ第2作目。前作に続き、コピーライターの糸井重里がゲームデザインとシナリオを手掛けている。キャッチコピーは「大人も子供も、おねーさんも。」。
広告宣伝には木村拓哉を起用。テレビCMは、ゲームの中身には全く触れずに木村と幼稚園児による喫茶店内でのやりとりを見せる内容だった。
1997年9月30日にはゲームソフトの書き換えサービス「ニンテンドウパワー」用ソフトの一つとして本作の販売が開始。2003年6月20日には、ゲームボーイアドバンス用ソフトとして、前作『MOTHER』と本作を収録した『MOTHER1+2』が発売。その後も様々なプラットフォーム向けに移植されている（#他機種版を参照）。
日本国外でのタイトルは『EarthBound』（アースバウンド）で、北米で1995年6月5日に発売された。一方、欧州では当時は発売されなかったが、2013年7月18日にWii U用バーチャルコンソールとして北米と同時に初めて配信された。MOTHERシリーズでは、2015年に前作がWii U用バーチャルコンソールとして配信されるまで、長らく国内外で公式にリリースされていた唯一の作品であった。
2006年に本作の続編となる『MOTHER3』が発売された。

## システム
主に前作との変更点について記述する。

### 戦闘システム
- 敵とのエンカウント方式は、前作のランダムエンカウント方式からシンボルエンカウント方式に変更された。主人公たちがフィールド上に現れる敵シンボルに触れることで戦闘が開始される。
  - 通常は敵シンボルが主人公たちに向かってくる。敵シンボルから逃げれば戦闘を避けられる。アイテムなどで移動速度を速めることも可能。
  - 敵と接触する際、正面から相対すると敵味方関係なく素早い者から攻撃を開始、敵の後ろを取ると先制攻撃、逆に後ろを取られると敵側から先制攻撃される（戦闘前の暗転する色で先制攻撃か否かが判別でき、青なら味方の先制攻撃、黒なら通常攻撃、赤なら敵の先制攻撃である）。
  - その地域のパワースポットを解放した、またはその地域の敵に対して主人公たちの平均レベルが大きく上回っている場合、敵は主人公たちから逃げ回るにようになる。
  - 戦闘前にお互いの能力と敵の数を計算し「敵から先制攻撃されていない、かつ1ターンで敵を全て撃破できる」という条件を満たせた場合、戦闘画面に入ることなく即座に勝利が決まる。
- 装備している武器によって攻撃方法と判定処理が変わる。素手、または近接系の武器の場合は叩く、ヨーヨー系と銃は撃つになる。うつは「SMASH!」（クリティカルヒット）が発生しない。
  - 攻撃方法が「たたく」だった場合、一定確率で「SMASH!」が発生する。ガッツが高いほど「SMASH!」が発生しやすい。
    - 通常攻撃の命中判定はおともだち1の銃以外の攻撃命中判定→対象の回避判定を全て通った場合に命中する。最初の段階で失敗した場合は「からぶり〜」、回避判定が通った場合は「すばやくみをかわした」になる。
- 戦闘における敵の配置には前衛と後衛があり、一部のPSI（超能力）の効果範囲に影響を及ぼす。
- 戦闘中はHP（体力）とPP（PSIを使うときに消費する数値）がドラムカウンター形式で表示され、HP・PPが増減した際は直ちに数値が変化するのではなく、時間をかけて漸増減するようになっている。敵の攻撃を受けてHPが減少中であっても、回復させるか戦闘を終えると減少は止まる。
  - 残りHPを上回るダメージを受け、ガッツによる確率踏みとどまりに失敗すると「致命的なダメージ」と表示される。致命的なダメージを受けた場合、HPメーターが0になると気絶（戦闘不能）になるが、HPメーターが0になるまでは気絶せず戦闘に参加し続けることが可能である。HPメーターが0になる前に回復させるか戦闘を終えると気絶を防ぐことができる。ガッツによる確率踏みとどまりに成功した場合は残りHP1で踏ん張る（ガッツが高いほど踏みとどまりやすい）。
- 味方全員が「きぜつ」（HPが0）か「ダイヤモンド状態」（石化に相当する行動不能の状態）のいずれかになると全滅となる。全滅した場合は前作と同様、所持金を半分にして前回セーブした場所から復活してゲームを継続するか、前回セーブ以降のプレイをすべて無効として終了するかを選択できる。
- 敵の中には主人公たちの持ち物を盗む者もいるが、一度盗まれてしまうとその敵を倒しても取り返すことはできない。
- 戦闘画面の背景には、幾何学的に変化する抽象的なアニメーションが用いられている。

### その他のシステム
- 前作と同様、各地に電話が設置され利用できるが、本作では電話をかける相手を選択して様々なことができるようになっている。「パパ」に電話すると前作と同様にデータのセーブが可能。ホームシックにかかっているときに「ママ」に電話するとホームシックが治る。「エスカルゴ運送」に電話すると手持ちのアイテムを預け入れたり、預けているアイテムを持ってきてもらったりできる。「マッハピザ」に電話するとHPを回復させるピザを配達してくれる。

## あらすじ
イーグルランドの地方都市、オネット。その北のはずれにある家では、少年が家族と暮らしていた。そして少年の家の隣には、同年代の少年ポーキー・ミンチとその家族が住んでいた。
ある日の夜、少年の家の裏山に隕石が落下した。それから夜が更けた頃、少年の家にポーキーが現れ、隕石を見に行ったきり行方不明になった弟・ピッキーの捜索を少年に依頼した。少年はポーキーと共に裏山へ向かい、隕石の落下地点にいたピッキーを発見、一同が家に帰ろうとした時、突然、隕石の中からカブトムシのような生き物が飛び出してきた。
その生き物は「ブンブーン」と名乗り、10年後の未来から来たと語った。ブンブーンによると、未来の世界は、地球征服を目論む宇宙人「ギーグ」の侵略により惨憺たる状況になっているという。そこでブンブーンは、少年こそが地球の危機を救う存在なのだと訴え、少年に地球の命運を託した。
帰路の途中、未来からやってきた刺客「スターマンのむすこ」に襲われるもこれを撃退した一行は、無事ポーキーの家に到着した。ポーキーとピッキーは夜中に外を出歩いた罰として父親からお仕置きを受ける羽目になったが、そのさなか、家の中を飛び回っていたブンブーンはポーキーの母親の目に留まり、次の瞬間、叩き落とされてしまう。朦朧とする意識の中、ブンブーンは少年に対して今後進むべき道と成すべき使命を伝え、そのまま息絶える。
そして翌朝、少年は家族に別れを告げ、地球の未来のために冒険の旅へ出発した。

## 主人公たちの名前について
ゲームの開始時には、主人公たち（プレイヤーキャラクター）の名前や主人公の飼い犬の名前、好きな献立（主人公の好物）、カッコイイと思うもの（主人公が覚えるPSIの名称に用いられる）を任意で決めることができる。この時「おまかせでいい」を選択することで、下記の表の候補が順次表示される。関連書籍や大乱闘スマッシュブラザーズシリーズなどでは一般的に左から2列目（白地の列）の名称が用いられているが、正式なものではなく、あくまで候補の一つという扱いになっている。
以降の項目では、主人公の少年のことを「ぼく」、仲間たちのことを「おんなのこ」、「おともだち1」、「おともだち2」と表記する。
| ぼく                 | ネス       | ぼうし     | たくや       | ジョン     | さるまる | マリオ       | ちんちん     |
| おんなのこ           | ポーラ     | リボン     | ごろこ       | ヨーコ     | リラ     | ピーチ       | おて         |
| おともだち1          | ジェフ     | めがね     | つよし       | ポール     | オラン   | ルイージ     | おあずけ     |
| おともだち2          | プー       | べんぱつ   | しんご       | ジョージ   | チンパ   | キノピオ     | ふせ         |
| 犬                   | チビ       | バーナード | まさひろりん | リンゴ     | ルーシー | ヨッシー     | さんぽ       |
| 好きな献立           | ハンバーグ | スキヤキ   | もりソバ     | ハニーパイ | バナーナ | きのこごはん | いぬまんま   |
| カッコイイと思うもの | キアイ     | ズバン     | SMAP         | LOVE       | APE      | ゴール       | チャンピオン |

## 舞台設定
本作は199X年の地球が舞台となっている。主に、「ぼく」と「おんなのこ」が住む国「イーグルランド」、「おともだち1」が住む国「フォギーランド」などで構成されている。イーグルランドでは張り巡らされた道路を自動車が往来し、代表的な都市「ツーソン」と「フォーサイド」の間は公共交通機関の「グレイハンドバス」が運行している。フォギーランドの北部は一帯が雪に覆われ、南部には人々が多く集まる海岸沿いのリゾート地がある。
アメリカ国内を主な舞台としていた前作と比べ、本作では冒険の舞台が世界規模にまで広がっており、フィールドのバラエティも豊かになっている。ストーリー前半は前作同様アメリカンな趣を主体とする「イーグルランド」が舞台であるが、後半になるとエジプトを彷彿とさせるスカラビや、アマゾン奥地を思わせる魔境、そして広大な地底大陸などが登場する。
作中では様々なパロディネタが用いられている。ブルース・ブラザーズと類似したバンド「トンズラブラザーズ」や、ビートルズの『イエロー・サブマリン』を意識したような「黄色いサブマリン」などの洋楽ネタに加え、糸井が協会会長を務めるモノポリーや、当時のテレビ番組『ギミア・ぶれいく』の中で糸井が行っていた徳川埋蔵金発掘企画についてもネタにしている。また、ゲームの「マザー2」の話をする人々も作中に登場する。
副題に「ギーグの逆襲」とあるが、今作のギーグが前作に登場したギーグと同一の存在なのか、そもそも世界自体が前作と同一なのかは、作中では明示されていない。

## 主な町・地点
「/」の後に続く英語表記は日本の関連書籍等に記載されている名称で、「（ ）」内の英語表記は日本国外版の『EarthBound』での名称（日本の表記と同じ場合は省略）。以降の項目でも同様。

### イーグルランド / EagleLand
序盤の町の英語名には「one」から「four」の数詞が含まれている。
オネット / Onett
「ぼく」が住む町。町の中央に市役所があり、北には図書館が、南の通りには警察署やゲームセンターなどがある。
不良集団「シャーク団」が町中を闊歩し社会問題となる中、市長は何も対策を講じずに放置している。町の道路は警察によって至る所で封鎖されている。
大乱闘スマッシュブラザーズシリーズでは、この町を題材にしたステージ「オネット」が登場する。
ツーソン / Twoson
「おんなのこ」が住む町。町の北にはライブが開催されるカオス劇場があり、南には「おんなのこ」の両親が経営するポーラスター幼稚園がある。南西のヌスット広場では多くの人々がバザーを開いている。
超能力が使える少女として有名な「おんなのこ」が何者かに誘拐されたのではという噂が町中で広まっている。
ハッピーハッピー村 / Happy Happy Village
ツーソンの東、グレートフルデッドの谷の先にある小さな村。「ハッピーハッピー教」の教祖・カーペインターが伝道する教義によって村中が青いペンキで塗られている。
後述のサターンバレーに住む種族「どせいさん」の家が一軒あるが、後述のサターンバレーを訪れた後でなければ、中に入ることはできない。
スリーク / Threek (Threed)
ツーソンの東に位置する町。町の中央には大きなサーカステントがあり、北には墓場が広がっている。
墓場から蘇ったゾンビや幽霊などの化け物に町が占拠されており、昼夜問わず町全体が薄暗い。住民はゾンビを恐れて家に閉じこもり、病院ではゾンビに襲われた人々が治療を受けている。テントの中ではゾンビ対策の会議が行われているが、打開策は見出せていない。
また、フォーサイド地方とスリーク間を結ぶトンネル内には大量の幽霊が徘徊しており、徒歩や公共交通機関の利用で抜けようとしても追い返されてしまう。
サターンバレー / Saturn Valley
スリークから続く地下通路の先にある集落。不思議な種族「どせいさん」達が暮らしている。
ドコドコ砂漠 / Doko Doko Desert (Dusty Dunes Desert)
スリークとフォーサイドの間にある広大な砂漠。南東部では埋蔵金の発掘作業が行われている。
ここで流れるBGMは前作の「アドベント砂漠」で流れる曲がアレンジされ用いられている。
フォーサイド / Fourside
イーグルランド最大の都市。高層ビルが立ち並び、デパート、トポロ劇場、恐竜博物館といった商業施設や文化施設がある。
富豪のモノモッチ・モノトリーが町の実権を握り、地元の新聞では支持率が70%超えと報じられているが、市民からは彼に関する不穏な噂も聞こえてくる。
『大乱闘スマッシュブラザーズDX』『大乱闘スマッシュブラザーズ SPECIAL』では、この町をモチーフにしたステージ「フォーサイド」が登場する。
ムーンサイド / Moonside
一帯が闇に覆われ、建物の輪郭がネオンサインのように輝く、フォーサイドと似て非なる謎の町。
住人たちは狂気じみた意味不明の言葉を発し、一部の住人に話しかけると、突然別の場所に転移させられる。

### フォギーランド / FoggyLand
ウィンターズ / Winters
「おともだち1」が住むスノーウッド寄宿舎がある、雪に閉ざされた地域。寄宿舎の南には巨大生物「タッシー」が生息するタス湖が広がり、湖畔では観測隊がキャンプを張っている。さらに南下するとストーンヘンジがあり、付近には「おともだち1」の父親・アンドーナッツ博士が研究所を構えている。
寄宿舎の中で流れるBGMは前作の「スノーマン」で流れる曲がアレンジされ用いられている。
サマーズ / Summers
温暖な気候のリゾート地。カリヨンビーチ目当てに海水浴客が訪れ、浜辺の前の通りにはレストランや博物館などが並んでいる。店で売られている商品は軒並み高額。ウィンターズとは姉妹都市の関係にある。
トト / Toto
サマーズの東隣にある港町。観光客で賑わうサマーズとは違い、閑静な住宅街が広がっている。
沖に現れる怪物「クラーケン」によって、船乗りたちが船を出せずにいる。

### その他の地域
ランマ / Ramma (Dalaam)
世界の東の果てに位置するチョンモ国にある雲上の地。高台には「おともだち2」が住む宮殿が建っている。
スカラビ / Scarabi (Scaraba)
トトから遥か南にある砂漠の町。町の広場では人々がバザーを開いている。町の南部にはピラミッドとスフィンクスがそびえ立っている。
魔境 / Cursed Jungle (Deep Darkness)
スカラビの南部から底なしの大河を渡った先にある密林地帯。先が見通せないほど周りが暗く、大部分が水に浸かっている。
グミ族の村 / Gumi Village (Tenda Village)
魔境を抜けた先にある村。無口な種族「グミ族」が住んでいる。
地底大陸 / The Under World (Lost Underworld)
魔境の地底にある広大な地域。巨大な恐竜が闊歩し、頻発する地震によって所々で間欠泉が噴出する。一角では無口な同胞に嫌気が差した多弁なグミ族が移住して集落を作っており、奥には「しゃべる岩」がある。
この地域では主人公一行や村人の姿がとても小さく表示され、移動速度も遅くなる。
マジカント / Magicant
「ぼく」が創り出した精神世界。「ぼく」の心理状態によって世界の色が変わる。これまで「ぼく」が出会った人々が現れる。
エデンの海 / Sea of Eden
マジカントの中心にある、宇宙の真理を知る事ができる場所。最奥部には「ぼく」の中にある邪悪な心が存在している。
過去の最低国 / The Great Under World (Cave of the Past)
ギーグが身を置く過去の地底大陸。「時の彼方」とも呼ばれる。ギーグはここから現代へ向けて攻撃を仕掛けている。

### パワースポット
世界に8箇所存在する「ぼく」だけの場所。ここで流れるメロディを「おとのいし」に染み込ませることで地球と「ぼく」の力が一つになるという。
ジャイアントステップ / Giant Step
オネットの北西にある、巨大な足跡がついた場所。ここに続く小屋の鍵は、オネットの市役所によって管理されている。
リリパットステップ / Lilliput Steps
ハッピーハッピー村の洞窟の奥にある、複数の小さい足跡がついた場所。村中を青く染めるハッピーハッピー教の信者も、ここだけは染められなかった。
ミルキーウェル / Milky Well
サターンバレーの温泉の奥にある洞窟から行ける、ミルクのような泉が湧き出る場所。
レイニーサークル / Rainy Circle
ウィンターズ南部にある、常に雨が降っている場所。
マグネットヒル / Magnet Hill
フォーサイドのデパート裏手の空き地。金属の塊が小さな山を形成している。高い壁に囲まれており、外からは入れない。
ピンククラウド / Pink Cloud
ランマにある洞窟を抜けた先に浮かぶ、上に乗ることができる桃色の雲。洞窟の入り口は3体の黒いウサギの像で塞がれている。
ルミネホール / Lumine Hall
グミ族の村の地下深くにある広間。壁には心の声が文字として映し出される。最奥にある穴は地底大陸へ繋がっている。
ファイアスプリング / Fire Spring
地底大陸の南西にある洞窟。内部には火山があり、流れ出た溶岩が至る所で通路を遮っている。

## キャラクター

### プレイヤーキャラクター
ぼく (Ness)
オネットの北のはずれに住む少年。赤い帽子を被り、黄色と青色のボーダーシャツを着ている。本作の主人公。
おんなのこ (Paula)
ツーソンに住む少女。
ショートヘアーに赤いリボンをつけ、桃色のワンピースを着ている。ポーラスター幼稚園の園長の一人娘。
ハッピーハッピー教の信者にさらわれて幽閉されるが、テレパシーを使って「ぼく」に助けを求め、救出された後に「ぼく」と行動を共にする。また、「おともだち1」にもテレパシーで呼びかけ自らの元へ導く。
武器としてフライパンを使用する。攻撃力とHPは他の仲間よりも低めだが、素早さは高い。レベルが上昇すると様々なPSIを会得し、その中でも攻撃用のPSIを得意とする。
固有能力「いのる」は戦闘中に用いると、敵、味方、または敵味方双方に様々な効果をもたらす。また、ラストボスであるギーグとの戦いで使用すると特別な効果をもたらす。
おともだち1 (Jeff)
ウィンターズの寄宿舎に住む少年。眼鏡をかけ、黒い蝶ネクタイと青緑色のスーツを身に付けている。科学者・アンドーナッツ博士の息子。
「おんなのこ」からテレパシーを受けたことをきっかけに「ぼく」たちの元へ向かい、冒険に同行する。
武器として銃を使用する。他の仲間と違いPSIは使えないが、ジェフ専用のグッズと機械があり、固有武器の銃はからぶり判定が発生しない(代わりにSMASH!も発生しない)。特有の能力「チェック」を戦闘中に実行すると、敵の弱点と能力を調べられるほか、チェックした敵がプレゼントを持っていた場合、それを奪い取って戦闘勝利を待たずに入手できる。
ホテルなどに宿泊した時に壊れたアイテムを持っていた場合、そのアイテムの修理に必要なIQを満たしていれば夜なべして修理し、戦闘で役立つアイテムにすることがある。IQが高いほど多くの物を修理することができる。
大乱闘スマッシュブラザーズシリーズでは、戦いを支援する「アシストフィギュア」として「ジェフ」の名前で登場し、ペンシルロケットを用いて攻撃する。
おともだち2 (Poo)
東の果てにある国、チョンモ国のランマ宮殿に住む王子。頭頂部を弁髪にしており、白い道着を着ている。
王国の修行場所で「ムの修行」を終えたのち、テレポーテーションで「ぼく」たちの元へ駆けつけて仲間に加わる。
素手での格闘を得意とし、専用の装備アイテム「おうじゃのつるぎ」「おうじゃのマント」「おうじゃのうでわ」「おうじゃのバンダナ」以外のものを身に着けると能力が低下する。また、多様なPSIを用い、物語の進行によって攻撃用の強力なPSI「PKスターストーム」を会得する。特有の能力「へんしん」を戦闘中に行うと、敵の姿に変身し敵が持つ固有の能力を使用できるようになる。
「さとりのべんとう」を食べるとHPとPPが全回復し、水と高い水でPPを多く回復できる。一方、これら以外のHPが回復する食べ物を口にした場合の回復量は極端に少ない。西洋の食べ物が苦手ともされるが、ランマの食べ物であるやぎバターがゆを食べたときも同様に回復量は少ない。

### サブキャラクター
ママ / Mama (Mom)
「ぼく」の母親。楽天家な性格。自宅で息子の帰りを待っており、帰宅時には好物を作る。
トレーシー / Tracy
「ぼく」の妹。幼いながらも、依頼人の荷物を預かる会社「エスカルゴ運送」で電話受付のアルバイトをしている。
パパ / Papa (Dad)
「ぼく」の父親。「ぼく」と電話越しに会話し、冒険の記録を付けたり銀行口座へお金を振り込んだりする。物語の中では姿を一切見せない。
2時間以上連続でゲームを続けていると電話をかけてきて休むように促す（「ぼく」がいない場合でも同様）。
ポーキー・ミンチ / Porky Minch (Pokey Minch)
「ぼく」の隣家に住む少年。「ぼく」が冒険に旅立った後、カーペインターやモノトリーに取り入り、「ぼく」の前に現れる。その後、経緯は不明だが、徐々にギーグの元へと導かれていく。
ピッキー・ミンチ / Picky Minch
ポーキーの弟。ミンチ家の中では常識的な性格。トレーシーいわくドアのノックの音が下品。
アンブラミ・ミンチ / Anbrami Minch (Aloysius Minch)
ポーキーの父親。一時はフォーサイドで優雅な生活を送るも、その後は落ちぶれ、酒場に入り浸る。
ラードナ・ミンチ / Lardner Minch (Lardna Minch)
ポーキーの母親。口が悪い。家の中を飛び回るブンブーンを叩き落とす。
ブンブーン (Buzz Buzz)
10年後の未来からやってきたカブトムシのような姿の生き物。「ぼく」に地球の命運を託す。PSIを用いて自らを狙う刺客（スターマンのむすこ）を撃退するが、その後ラードナによって叩き落とされ、最期を迎える。マジカントでは彼の小さな墓が建てられている。
G. H. ピカール / Geher Picarl (B. H. Pirkle)
オネットの市長。一見すると低姿勢だが、端々で横柄さが見える。一部の部下からは良く思われていない。
ライヤー・ホーランド (Lier X. Agerate)
オネット北部にある山の山頂付近に小屋を建て1人で暮らしている男性。小屋の地下から黄金の像を掘り当てる。

アップルキッド / Apple Kid
ツーソンに住む発明家。不潔な身なりの食いしん坊で、町の女の子たちからは好かれていない。家の中にしゃべるネズミを飼っている。冒険を進める「ぼく」たちに対し様々な発明品を提供する。
オレンジキッド / Orange Kid
アップルキッドの隣家に住む発明家。町の女の子たちに人気がある。自らを称える歌が流れる「グレオレマシーン」（グレートオレンジマシーン）などを作る。
トンズラブラザーズ / Tonzura Brothers (Runaway Five)
ツーソンで人気のブルースバンド。トラベリングバスに乗って各地の劇場を巡りライブを行っているが、その先々で劇場のオーナーに騙され、繰り返し莫大な借金を背負う。
メンバーの名前はナイス、ラッキー、ゴージャス、オーケー、グルービー、キーボー。キーボード担当のキーボーはライブには登場するが、ステージ以外では姿を見せない。

トニー / Tony
「おともだち1」の友人で、スノーウッド寄宿舎の同室者。「おともだち1」の寄宿舎脱出を手助けする。
同性愛の指向を持つ人物として描かれている。
ガウス / Gaus (Maxwell)
「おともだち1」の先輩。ちょっとした鍵を開けられる機械「ちょっとカギマシン」を作る。「おともだち1」が1人で冒険する際には電話口に出る。
バルーンモンキー / Balloon Monkey (Bubble Monkey)
「おともだち1」がフーセンガムの購入時に店から引き取ったサル。フーセンガムを膨らませて宙に浮く。後に妻のメスザルと共に「ぼく」の前に現れる。
アンドーナッツ博士 / Dr. Andonuts
「おともだち1」の父。息子とは10年も会っておらず、ウィンターズ南部にある研究所で研究に没頭している。スノーウッド寄宿舎の住人が言うには世界的な科学者らしい。
ブリック・ロード / Brick Road
ダンジョン作りに命をかけるダンジョン職人。ウィンターズで「低予算ダンジョン」を作成していたが、後に、アンドーナッツ博士の協力を得て、自らの体をダンジョンと一体化させた「ダンジョンおとこ」となる。

どせいさん / Dosei-san (Mr. Saturn)
サターンバレーに住んでいる不思議な種族。丸みのある体に、大きな鼻・太い眉毛がつき、頭頂部に一本だけ伸びた毛に赤いリボンをしている。「どせいさん語」を用いて話す。台詞は独特のフォントで表示されるが、これは、糸井重里の娘が4〜5歳の頃に書いた文字が基になっている。
高い科学技術を持ち、アンドーナッツ博士やアップルキッドと協力してギーグの元へ向かう装置を開発する。

チュージ・モッチー / Chuji Motchii (George Montague)
ドコドコ砂漠で埋蔵金の発掘調査を行っている。ショージ・モッチーの弟。普段は発掘現場近くの小屋に居る。
ショージ・モッチー / Shoji Motchii (Gerardo Montague)
ドコドコ砂漠で埋蔵金の発掘調査を行っている。チュージ・モッチーの兄。方言交じりで話す。嫌いな食べ物はピザ。
モデルとなったのは、糸井が前述の『ギミア・ぶれいく』の埋蔵金発掘プロジェクトにおいて共同で作業にあたった望月建設の会長・望月昭治。
タライ・ジャブ / Tarai Jab (Tarah Rama)
ドコドコ砂漠の地下でたくさんのサル達と共に暮らしている老人。座禅を組み、宙に浮いている。
スロットブラザーズ / Slot Brothers (Sanchez Brothers)
ドコドコ砂漠の街道沿いにいる3人組。3人が横に並び、壊れたスロットマシンのリールの代わりに自らが回転する。
左は兄のパンチョ、中央は弟のピンチョ、右は友人の「おおしおへいはちろう」が担当している。

モノモッチ・モノトリー / Monomottie Monotoly (Geldegarde Monotoli)
フォーサイドの実力者。元々は不動産会社勤務のしがない会社員だったが、黄金の像に魅入られて悪魔の力を獲得すると警察を意のままに動かして土地や建物を次々と我が物にし、町一番の権力者としてのし上がった。黄金の像の託宣を受け、「ぼく」の冒険を妨害するために「おんなのこ」を誘拐する。
内心は黄金の像がもたらす強大な力に怯えており、「ぼく」達が黄金像を打ち壊したことで元の穏やかな老人に戻った。
エンディングではモノトリービルだった建物を元の持ち主に返してエレベーターマンとして再起する。
ビーナス / Venus
トポロ劇場で活動する人気女性歌手。ツーソンの出身で、母が1人で実家に残っている。

イースーチー / Yi-Si-Qi (Poo's Master)
「おともだち2」に仕える老人。なお「イースーチー」は麻雀用語の「筋」の一種で、「1・4・7」を表す中国語。
まぼろしろうじん / Phantom elderly person (Star Master)
ランマに住む仙人。時折「ぼく」達の前に風のように現れる。「おともだち2」に、星を落とすPSI「PKスターストーム」を授ける。

グミ族 / Gumi Tribe (Tenda Tribe)
魔境の奥地と地底大陸に住む種族。無口な者が多い。「グミドリアン」という強い臭いの果物が大好物。
フライングマン / Flying Man
マジカントに住む5人の鳥人。その中の1人が「ぼく」の仲間に加わり、共に戦う。力尽きると住処の前に墓が立つ。
てんさいしゃしんか / Genius photographer (Photo-Man)
シルクハットを被り眼鏡をかけた写真家の老人。素性は不明。特定の場所を訪れると突然空から降ってきて「ぼく」達の写真を撮る。撮影した写真は後に「ぼく」の家へ届けられる。

### ボスキャラクター
スターマンのむすこ (Starman Junior)
ブンブーンを追って未来からやってきた、ギーグの手下の殺し屋。様々な攻撃用PSIを用いる。
フランク・フライ / Frank Fly
オネットの不良集団「シャーク団」を率いる、サングラスをかけ真紅のスーツを着た若者。ナイフ攻撃を得意とし、汚い言葉を吐く。「ぼく」に敗れた後は「フランキースタイン2号」という兵器を操り再び襲い掛かる。なお、戦闘時は「フランクさま」の名前で表記される。
ストロング署長 / Chief Strong (Captain Strong)
オネット警察署長。「ぼく」の実力を試すため部下のポリスマンたちと共に勝負を挑んでくる。カッとなって自分の攻撃力を上げ、サブミッションをかける。
トンチキさん / Tonchiki-san (Mr. Everdred)
ツーソンのヌスット広場を仕切る大泥棒。「おんなのこ」誘拐の疑惑を持たれている。広場の人々からは好かれている。
後に、カーペインターが持っていた黄金の像を盗みフォーサイドで売ろうとしたところ、モノトリーの手の者に襲われ命を落とす。
カーペインター / Carpainter
ハッピーハッピー村で「ハッピーハッピー教」を伝道する教祖。強力な雷を操る。元々は普通の生活を送っていたが、黄金の像の魔力に魅入られたことで教団を創設し、多くの信者を率いるようになる。
化けテント (Boogey Tent)
スリークに突如現れる巨大なテントの化け物。ゾンビたちがこのテントを隠れ家として利用している。
オエップ / Oeppu (Mini Barf)
ゲップー配下の化け物。臭い息を吐きかけてくる。
ゲップー / Geppu (Master Belch)
ギーグの配下で、スリークにゾンビを送り込んだ化け物。ハエが集めた蜜「はえみつ」が大好物。
会話時や戦闘時にリアルで不快感の強いゲップの音を発する。開発スタッフの1人が日常的にゲップをしており、そのスタッフのゲップ音を用いているという。
あなのぬし (Guardian Digger)
ドコドコ砂漠での発掘作業を妨害している5匹の巨大モグラ。5匹とも「自分が5匹中3番目の強さであること」を別々の言い回しで主張するが、実は全員が全く同じ強さ。
デパートの怪人 (Dept. Store Spook)
フォーサイドのデパートに現れ「おんなのこ」をさらうギーグの配下。
マニマニの悪魔 / Mani Mani Demon (Evil Mani-Mani)
持つ者に幻を見せて邪悪な心を増幅させ、悪魔の力をもたらす黄金の像。ギーグが人々を洗脳するために仕掛けた物で、カーペインターとモノトリーがこれにより豹変した。
デザインのモチーフはオスカー像で、「マニマニ」という言葉については、どの国のものとも特定できないけれど聞き覚えがあるような言葉を混ぜるのが好きという糸井の作風や、糸井が子供のころに聴いて印象に残っていた南米民謡『クィクワイマニマニ』の影響がある。
ゆだんロボ (Clumsy Robot)
モノトリービルでモノトリーがいる部屋を守るロボット。ふらふらした動きで相手を油断させ、ミサイルを放つ。ロボットだが、手巻き寿司を食べて体力を回復する（実際には回復しておらず、回復したという表示と効果音が出るのみ）。
クラーケン (Kraken)
スカラビ沖を航行する船を襲う、巨大な蛇のような怪物。サマーズやトトではクラーケンのひれを使った「クラーケンのスープ」が名物となっている。
石像の元締 (Guardian General)
ピラミッドの棺の中から現れる巨大な紫の石像。
帰ってきたゲップー (Master Barf)
体の色が赤く変わったゲップー。魔境で再戦を挑んでくる。
DXスターマン (Starman Deluxe)
ストーンヘンジの地下に作られた秘密基地にいるギーグの配下。世界各地の人々を誘拐し、培養液の入ったカプセルに閉じ込めている。
「ぼく」の悪魔 (Ness's Nightmare)
マジカント最奥にあるエデンの海に存在する、「ぼく」の中にある邪悪の象徴。マニマニの悪魔の造形と酷似している。主人公につけた名前によって名称が変わる（例えば「ネス」だと「ネスの悪魔」になる）。
ギーグ / Gyiyg (Giygas)
本作のラストボス。過去の最低国を拠点とし地球征服を企む宇宙人。その野望を阻もうと冒険する「ぼく」たちに対して様々な妨害工作を行う。
後に、あまりにも強すぎる自らの力により人格が破壊され、「悪そのもの」となる。「悪魔のマシン」によって形を保っていたが、そのスイッチが切られることで怨霊のような真の姿を現し、得体の知れない攻撃を放つ。
最終形態の段階で「おんなのこ」が「いのる」を使うと、これまで登場した重要キャラクターが「ぼく」の無事を祈るシーンが挿入され、これがギーグへのダメージに変換される。
ギーグ関連の場面では異質なBGMが使用されているが、これについて糸井は、ビートルズの実験音楽『レボリューション9』の、どこかへ連れていかれてしまうような変な感じを出したかったと語っている。

#### パワースポットのボスキャラクター
「ぼく」が不在の状態でボスの元を訪れると門前払いとなり、戦闘は発生しない。
きょだいアリ (Titanic Ant)
「ジャイアントステップ」のボス。背後に小さい敵「アリアリブラック」2体を従えている。
PSIで相手の守備力を下げ、噛み付き攻撃を行ってくる。
きょだいモグラ (Mondo Mole)
「リリパットステップ」のボス。
PSIで自分の攻撃力を上げ、鋭い爪で引っ掻いてくる。
ちょうねんじゅのめ (Trillionage Sprout)
「ミルキーウェル」のボス。小さい敵「つよいあるくめ」2体を従えている。
不気味な目で睨みつけてダイヤモンド状態にしようとする。
きょだいキノコ (Shrooom!)
「レイニーサークル」のボス。
胞子をばら撒いて毒状態やキノコ状態（混乱状態）にしようとする。
きょだいねずみ (Plague Rat of Doom)
「マグネットヒル」のボス。
高頻度でスマッシュ攻撃（クリティカルヒット）を放つほか、毒攻撃も行う。
いなずま・あらし (Thunder and Storm)
「ピンククラウド」のボス。2体の精霊が絡み合ったような姿。
名前の通り稲妻と嵐を呼んで攻撃する。2体同時に突進して大ダメージを与えることもある。
でんげきバチバチ (Electro Specter)
「ルミネホール」のボス。人型をした銀色の生命体。
電気ショックによる攻撃のほか、「おともだち1」が扱う機械の数々を使用する。
カーボンドッグ / ダイヤモンドドッグ (Carbon Dog / Diamond Dog)
「ファイアスプリングス」のボス。
「カーボンドッグ」は炎をまとった犬で、辺りを火の海にする攻撃を行う。一定のダメージを受けると突然、全身がダイヤモンドでできた犬「ダイヤモンドドッグ」に変身し、一撃で気絶するまばゆい光の攻撃やダイヤモンド状態にする噛み付き攻撃を行う。

## 他機種版
| No. | タイトル                                                                        | 発売日                                                | 対応機種               | 開発元            | 発売元 | メディア                                    | 型式 | 売上本数 | 備考 |
| --- | ------------------------------------------------------------------------------- | ----------------------------------------------------- | ---------------------- | ----------------- | ------ | ------------------------------------------- | ---- | -------- | ---- |
| 1   | MOTHER2 ギーグの逆襲                                                            | 1997年9月30日                                         | スーパーファミコン     | エイプ ハル研究所 | 任天堂 | フラッシュロムカセット (ニンテンドウパワー) | -    | -        |      |
| 2   | MOTHER1+2                                                                       | 2003年6月20日                                         | ゲームボーイアドバンス | 任天堂            | 任天堂 | 64Mbitロムカセット                          | -    | -        |      |
| 3   | MOTHER2 ギーグの逆襲                                                            | 2013年3月20日 2013年7月18日 2013年7月18日             | Wii U                  | エイプ ハル研究所 | 任天堂 | ダウンロード (バーチャルコンソール)         | -    | -        |      |
| 4   | MOTHER2 ギーグの逆襲                                                            | 2016年3月3日 2016年3月4日 2016年3月24日 2016年3月24日 | Newニンテンドー3DS     | エイプ ハル研究所 | 任天堂 | ダウンロード (バーチャルコンソール)         | -    | -        |      |
| 5   | SNES Classic Edition Nintendo Classic Mini: Super Nintendo Entertainment System | 2017年9月29日                                         | -                      | 任天堂            | 任天堂 | 内蔵ソフト                                  | -    | -        |      |
| 6   | スーパーファミコン Nintendo Classics                                            | 2022年2月10日                                         | Nintendo Switch        | 任天堂            | 任天堂 | ダウンロード                                | -    | -        |      |

ゲームボーイアドバンス版
「MOTHER」と「MOTHER2 ギーグの逆襲」を収録して発売。仕様については『MOTHER1+2』仕様変更を参照。
Wii U版
バーチャルコンソールとして発売。PKキアイγ、PKスターストームなど一部のPSI発動時やマジカント消滅時に「残像処理」が掛かる。
2013年3月20日から4月18日までの期間中、「ファミコン生誕30周年記念 Wii U バーチャルコンソール 体験キャンペーン」の一環として、本作のWii U用バーチャルコンソールが30円で販売された。この間、任天堂が運営するSNS「Miiverse」のコミュニティーでは「MOTHER2 ふっかつさい」が行われ、この中では糸井重里もコメントを寄せた。
ニンテンドー3DS版
バーチャルコンソールとして発売。仕様はWii Uと同じである。
SNES Classic Edition（北米） / Nintendo Classic Mini: Super Nintendo Entertainment System（欧州）
PSI発動時やマジカント消滅時に限らず、残像処理がより多用されている。
日本で2017年10月5日に発売された同種製品「ニンテンドークラシックミニ スーパーファミコン」には『MOTHER2 ギーグの逆襲』は含まれていない。この理由について、任天堂広報担当者は「その国の指向性を考えてラインアップを決めている。個別のタイトルについてはコメントできない」としている。
スーパーファミコン Nintendo Classics
仕様は全体的にバーチャルコンソール版準拠となっているが、点滅表現に関しては「残像処理」が無くなった代わりにより暗い色や点滅が緩やかになっている。

## スタッフ
- プロデューサー、ディレクター、シナリオ・ライター：糸井重里
- ミュージック・コンポーザー：鈴木慶一、田中宏和
- ゲーム・デザイナー：三浦明彦
- アート・ディレクター：大山功一
- サウンド・ディレクター：田中宏和
- プログラム・ディレクター：岩田聡
- セカンド・ディレクター：丸田康司
- プログラマー：岩田聡、三津原敏、中島圭、阿部正佳、鈴木義樹、山崎淳、上野利幸、佐々木隆史、作間孝志、佐藤和男、丸田康司
- サウンド・プログラマー：田中宏和
- システム・エンジニアリング：金井誠、作間孝志
- グラフィック・アーティスト：大山功一、崎山啓之、山田孝一、片岡真喜男、能登谷哲也、柳沢康敏
- スペシャル・エフェクト・アーティスト：石原恒和
- フォント・デザイナー：二木康夫、崎山啓之
- どせい・フォント・デザイン：糸井重里
- グラフィック・データ・スーパーバイザー：柳沢康敏
- メッセージ・データ・スーパーバイザー：三浦昌幸
- アディショナル・ミュージック・コンポーズ：金津ヒロシ、上野利幸
- サウンド・スタッフ：上野利幸、石川こずえ
- アシスタント・プログラマー：荻谷郁穂、入江勝義
- アシスタント・ゲーム・デザイナー：大山功一、増田竹彦、吉沢千晶、三浦明彦、戸田昭吾、松井仁、入江勝義
- アシスタント・シナリオ・ライター：三浦昌幸、戸田昭吾、陣内弘之
- チーフ・デバッガー：赤羽卓美、松井仁
- マップ・チェッカー：小島伸行、入江勝義
- テキスト・チェッカー：河原敦子
- サンプリング・ボイス：糸井重里、斉藤ゆかり、小谷野浩一、河野江津子、渡辺隆司
- オープニング・ロック・ギター：M.D.SEEGER（宮本茂）
- ハードウェア・サポート：角井博信、山城重喜
- ロゴタイプ・デザイン：高田正治
- パッケージ・デザイナー：高田正治、東白英
- プロダクション・マネージャー：川口孝司、加藤圭三、百田郁夫、斎藤ゆかり
- コーディネーター：渡辺隆司、加川良、陣内弘之、河野江都子、山本和之
- サウンド・プロデューサー：大森昭男、上村律夫
- スペシャル・サンクス：安藤賢治、久礼深雪、小野寺崇之、大森田不可止、高橋由起夫、雨宮和彦、熊谷康宏、本郷好尾、金澤尚子、伊藤紅丸、石井基博、小谷野浩一、鳥取正男、牧野伸康、玉川ひろみ
- ザ・プロデューサーズ・ウィッシュ・トゥ・サンクス：アイシェル・アートビジョン、ムーンライダーズ・オフィス、ゼディック、セタ、ラッキーナイス、大久保図案制作室、オン・アソシエイツ、彩工房、あしゅらオフィス、小学館、新潮社
- ライン・プロデューサー：石原恒和
- チーフプロデューサー：岩田聡
- スーパーバイザー：宮本茂
- エグゼクティブ・プロデューサー：山内溥

## エピソード
- 本作は完成までに約5年を費やし、その途中には開発が頓挫しかけている。その際、当時ハル研究所の社長だった岩田聡が名乗り出て、糸井に対し「いまあるものを活かしながら手直ししていく方法だと2年かかります。イチからつくり直していいのであれば、半年でやります」と語り、開発を請け負った[17]。
- 開発期間中、開発スタッフたちには『MOTHER2』のロゴが背中部分に刺繍されている特製スカジャンが配布された[18]。このスカジャンは「MOTHER2 スーベニアジャケット」として復刻され2021年2月25日に一般発売された[19]。
- ゲーム開始時の名前入力画面で名前を決定するときに流れる「OKですか？」という声とダンジョンおとこ内部のBGMの中に使われている音声は、糸井の声を隠し録りしたものを加工して用いている[8]。また、エンディング曲『スマイルズ アンド ティアーズ』の最後に入っている「I miss you」という声は、音楽担当の鈴木慶一の声を使用している[注 5]。
- フォーサイドにあるパン屋の2階には、1964年東京オリンピック 自転車競技・スクラッチの金メダリストであるジョヴァンニ・ペッテネッラの名前に似た「ペテネラ・ジョバンニ」という人物がいる。これは、東京オリンピックの際に彼を見た糸井が彼の名前を非常に気に入り、使う機会を窺い続けた結果、約30年越しに採用したものである[20]。
- 元プロ野球選手の今浪隆博と古城茂幸は北海道日本ハムファイターズ（古城は北海道移転前から移転後の2005年まで、今浪は入団から2013年まで）に在籍していた時代、打席に立つ際の応援曲として本作の楽曲『エイトメロディーズ』を用いていた[21]。

## 評価
ゲーム誌『ファミコン通信』の「クロスレビュー」では合計34点（満40点）でゴールド殿堂入りした。また『ファミリーコンピュータMagazine』の読者投票による「ゲーム通信簿」での評価は以下の通り総合点が25.2点（満30点）となっている。
| 項目 | キャラクタ | 音楽 | お買得度 | 操作性 | 熱中度 | オリジナリティ | 総合 |
| 得点 | 4.4        | 4.2  | 4.0      | 4.1    | 4.3    | 4.1            | 25.1 |

## 関連作品

### サウンドトラック
MOTHER2 ギーグの逆襲
1994年11月2日にソニー・ミュージックレコーズより発売され、2004年2月18日にはソニー・ミュージックダイレクトより再発売された。全24曲を収録。
ゲーム内で訪れるフィールド毎に複数の曲が1つのトラックに収められている。ゲーム中の旅の大まかな足跡を辿るダイジェスト的な構成になっており、未収録曲が非常に多い。トラックの22曲目から24曲目には未収録となった曲の一部をメドレー形式でアレンジしたリミックスバージョンが収録されている。

### 書籍

#### 攻略本
- マザー2のすべて 24時間であなたも最短クリア!（宝島社、1994年10月10日、ISBN 4-7966-0861-3）
- MOTHER2 ギーグの逆襲 攻略ガイドブック（ティーツー出版、1994年10月10日、ISBN 4-900700-05-3）
- MOTHER2 ギーグの逆襲 覇王ゲームスペシャル 16（講談社、1994年10月21日、ISBN 4-06-329216-9）
- 任天堂公式ガイドブック MOTHER2 ギーグの逆襲（小学館、1994年11月1日、ISBN 4-09-102493-9）
- マザー2 ひみつのたからばこ（アスペクト 1994年11月1日、ISBN 4-89366-287-2）
- マザー2 ギーグの逆襲 必勝攻略法 完璧攻略シリーズ 73（双葉社、1994年11月15日、ISBN 4-575-28381-9）
- MOTHER2 ギーグの逆襲 スーパーチャレンジブック（エニックス、1994年11月28日、ISBN 4-87025-781-5）
- マザー2 ギーグの逆襲 完全版 ヤングセレクション スーパーファミコン必勝攻略ブック（実業之日本社、1994年11月30日、ISBN 4-408-61400-9）
- 任天堂 マザー2 最終攻略読本 大人のための決定版（ジャパン・ミックス、1994年12月1日、ISBN 4-88321-156-8）

#### 漫画
- MOTHER2 ネスの冒険記（伊藤紅丸、小学館、1994年、ISBN 4-09-174051-0）
  - 『MOTHER2』のコミカライズ作品。1993年度の学習雑誌『小学六年生』（小学館）にて1年間連載された。
- MOTHER2 ギーグの逆襲 4コママンガ劇場（エニックス、1995年、ISBN 4-87025-794-7）
- MOTHER2 ギーグの逆襲 4コママンガ劇場 2（エニックス 1995年、ISBN 4-87025-849-8）
- MOTHER2 4コマまんが王国 1（双葉社、1995年、ISBN 4-575-93386-4）

#### 小説・ゲームブック
- 小説版 MOTHER2 ギーグの逆襲（久美沙織、新潮社 新潮文庫、1994年、ISBN 4-10-116614-5）
  - 物語の大まかな流れは原作と似ているものの、「おともだち1」の両足が義足になっていたり、性的な行為の暗喩や残虐な描写があったりするなど、原作とは大きく異なる内容になっている。
- ゲームブック MOTHER 2 ギーグの逆襲（エニックス、1995年、ISBN 4-87025-811-0）

#### その他
- MOTHER2のひみつ。（太田出版、2024年11月27日、ISBN 978-4-7783-1953-3）[24]

### ゲームソフト

#### 大乱闘スマッシュブラザーズシリーズ
大乱闘スマッシュブラザーズシリーズでは、本作の主人公「ぼく」が「ネス」の名前で登場している。
ニンテンドウオールスター!大乱闘スマッシュブラザーズ
ゲーム開始時に選択できるキャラクターの中にネスは含まれていないが、特定の条件を満たすことで登場する。『MOTHER2』にまつわる対戦ステージは登場せず、楽曲もネスの乱闘勝利ジングルとしてアレンジされた「SMILES and TEARS」のインストが使用されるのみである。
大乱闘スマッシュブラザーズDX
ネスは前作と違いゲーム開始時から選択できる。『2』に登場した町「オネット」と「フォーサイド」が対戦ステージになっている。「フォーサイド」では、『2』のフォーサイドのフィールド曲（「摩天楼に抱かれて」）がアレンジされBGMとして用いられている。「オネット」にはBGMが2曲収録されたが、いずれも『MOTHER』を初出とする楽曲である。
また本作より「どせいさん」が投擲アイテムとしてシリーズに登場する。
大乱闘スマッシュブラザーズX
ネスは特定の条件を満たすことで登場する。また、対戦時にキャラクターを支援する「アシストフィギュア」として「おともだち1」が「ジェフ」の名で登場する。対戦ステージには前作の「オネット」が続投されている。今作では『2』を初出とする楽曲は使われていない。
オリジナルの物語が展開されるモード「亜空の使者」では、ネスが『MOTHER3』の主人公・リュカを助ける場面がある。
モードの1つ「名作トライアル」では、『2』の冒頭部分を5分間だけ遊べる体験版が収録されている。
大乱闘スマッシュブラザーズ for Nintendo 3DS / Wii U
『for Nintendo 3DS』では、ネスは特定の条件を満たすことで登場する。対戦ステージ「マジカント」は『MOTHER』のデザインが元になっているものの、「つよいあるくめ」や「てつタコ」、「スカイウォーカー」、「ダンジョンおとこ」、『2』のマジカントに登場していた巨大なトマトなど、『2』を初出とするオブジェクト、ギミックもステージ上に登場し、フライングマンの家も本作のデザインに準拠している。また、背景に時折『2』の様々な場面が表示される演出がある。ステージBGMの1つには『2』のエンディング曲「スマイルズ アンド ティアーズ」のアレンジ曲が用いられている。
『for Wii U』では、ネスはゲーム開始時から選択できる。対戦ステージ「オネット」が前作までと同じ仕様で登場しており、BGMとして『2』のオネットのフィールド曲（「冒険をはじめよう」）とスノーウッド寄宿舎のBGM（「スノーマン」）をメドレー形式にした曲が「オネットのテーマ/ウィンターズのテーマ」のタイトルで新たに収録された。
大乱闘スマッシュブラザーズ SPECIAL
ネスの最後の切りふだ「PKスターストーム」の発動時に、「おんなのこ」と「おともだち2」が「ポーラ」と「プー」の名で登場する。
対戦ステージとして、『DX』『X』『for Wii U』に採用された「オネット」に加え、『DX』のみのステージとなっていた「フォーサイド」が復活となっている。前作までに収録された本作出典のアレンジ楽曲は全て再収録、加えて新アレンジ楽曲として桜庭統の編曲による「フォーサイド」などが収録されている。
新システム「スピリッツ」ではポーラ、ジェフ、プーの他、ブンブーンやゲップーなどのドットビジュアルが収録されている。

#### その他のゲームソフト
スーパーマリオメーカー
主人公のマリオのドット絵を別のキャラクターのものに変更できる「キャラマリオ」として、本作から「ぼく」が「ネス」の名前で登場する他、アップデートで「ゲップー」「どせいさん」が追加されている。